# Encephalartos tegulaneus
Encephalartos tegulaneus är en kärlväxtart som beskrevs av Ronald Melville. Encephalartos tegulaneus ingår i släktet Encephalartos och familjen Zamiaceae. IUCN kategoriserar arten globalt som livskraftig. Inga underarter finns listade i Catalogue of Life.